# Castéra-Lou
Castéra-Lou – miejscowość i gmina we Francji, w regionie Oksytania, w departamencie Pireneje Wysokie.
Według danych na rok 1990 gminę zamieszkiwały 163 osoby, a gęstość zaludnienia wynosiła 34 osób/km² (wśród 3020 gmin regionu Midi-Pireneje Castéra-Lou plasuje się na 900. miejscu pod względem liczby ludności, natomiast pod względem powierzchni na miejscu 1504.).